# Beylikdüzü
Beylikdüzü é um dos 39 distritos da cidade de Istambul, na Turquia. Em 2007 tinha 185 633  habitantes em uma área de 11,16 km².
Predefinição:Ebosço-geotr